# Mystery of a Blood Red Rose
"Mystery of a Blood Red Rose" é um single e a faixa de abertura do álbum Ghostlights do projeto Alemão de power metal Avantasia, lançado em 11 de dezembro de 2015 com um lyric video. Foi uma das dez candidatas a representar a Alemanha no Festival Eurovisão da Canção 2016, e chegou a ficar entre as três finalistas, mas acabou perdendo para "Ghost", de Jamie-Lee Kriewitz.

## Composição e gravação
Tobias Sammet, o líder, compositor e escritor  do projeto, descreveu a faixa como "suntuosa" e parecida com "Meat Loaf por volta de 1979 ou principalmente 1990". Ele também disse:
| “ | Na minha humilde opinião é a abertura perfeita para a jornada de 70 minutos que o álbum inteiro será. Embora Mystery of a Blood Red Rose seja uma canção curta se comparada à maioria das canções do avantasia, eu ainda assim queria embelezá-la e amplificá-la com extravagância e todas as marcas registradas do Avantasia. Eu queria fazê-la uma peça de arte fantasiosa detalhada , mas ao mesmo tempo era um grande desafio fazer essa pintura parecer inerentemente consistente se você observá-la de longe. Levamos uma eternidade para gravar as camadas de corais e mesmo assim nada distrai do tema e do fluxo principal da canção. Toda vez que você der uma ouvida nela você descobrirá algo mais acontecendo. | ” |

Com efeito, os vocais levaram 14 horas para serem gravados. Meat Loaf estava previsto para cantar na faixa, e sua equipe de empresários já estava no processo de aprovar a participação dele mas, por motivos não revelados, acabaram rejeitando o convite. A faixa ainda não era mais do que um refrão quando surgiu a ideia de convidar Meat Loaf, mas uma versão mais completa foi enviada a ele para apreciação.
Ao comentar as razões pelas quais ele escolheu a faixa como single, ele disse que era ou ela ou "Draconian Love", pois ambas eram "muito cativantes" e "tinham uma duração sólida para serem lançadas como singles". A gravadora preferiu a faixa de abertura, e Tobias gostou disso, pois considerava a canção mais "desafiadora" devido à sua "atemporalidade" e clima "das antigas".

## Eurovisão 2016

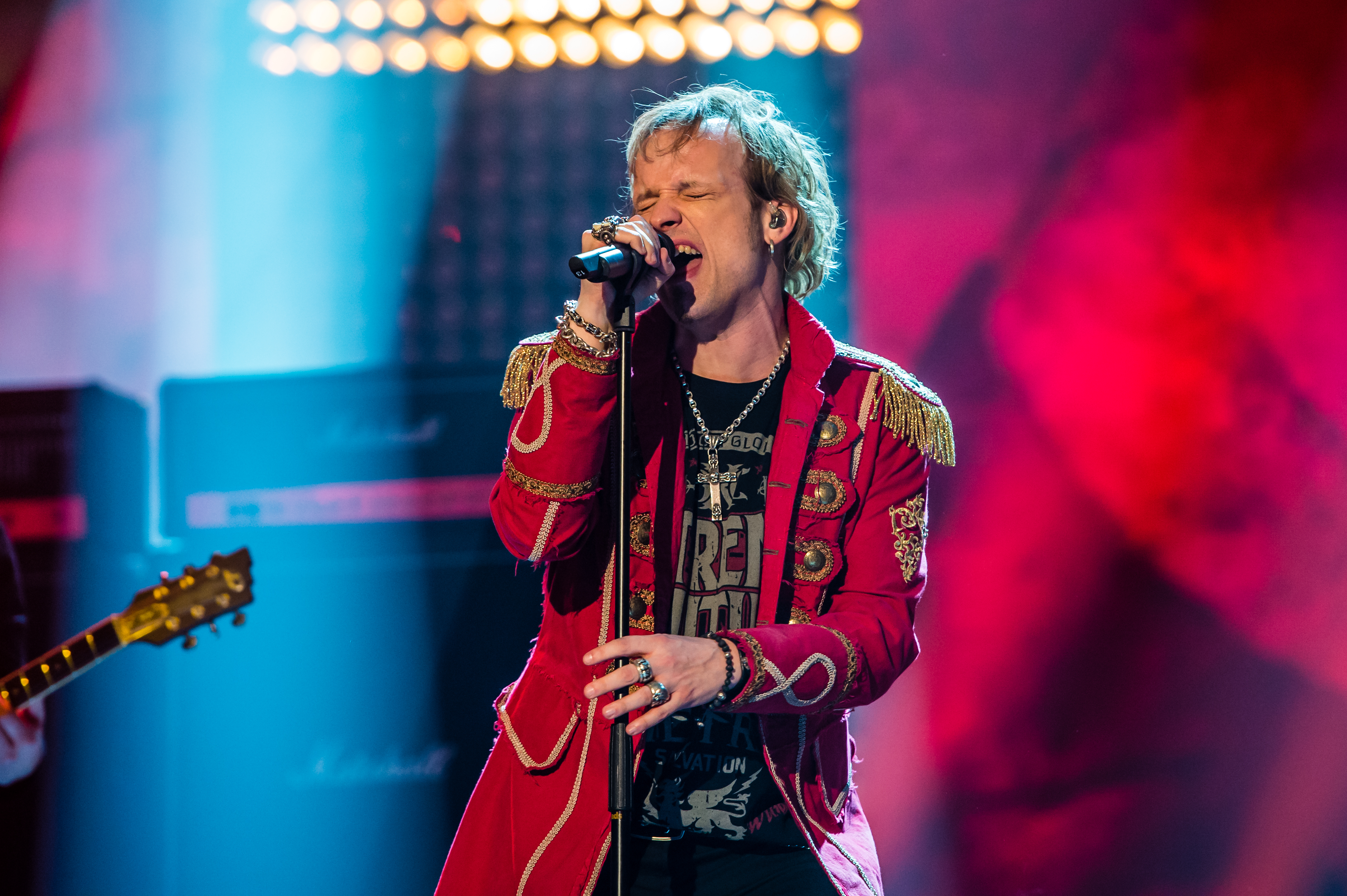
Tobias apresentando a faixa com o Avantasia na decisão alemã do Festival Eurovisão.

"Mystery of a Blood Red Rose" foi selecionada com outras nove canções como uma candidata a representar a Alemanha no Festival Eurovisão da Canção 2016. Tobias disse que isso poderia ser uma grande oportunidade de divulgação e comentou:
| “ | Para mim, significa que eu posso tocar minha música na frente de um público que concebivelmente não sabe que um conjunto como o nosso ainda existe. E isso é uma motivação linda e egoísta (risos). (...) Eu gosto da ideia de manter a bandeira tremulando para este tipo de música (...) e é um gênero musical que não tem muita atenção da mídia de massa. | ” |

Quando perguntado se estava com medo de fãs conservadores criticarem o fato do Avantasia participar de um concurso pop e comercial, Tobias respondeu:
| “ | Que tipo de banda de metal somos nós, se nós nos preocupássemos com o que é apropriado ou não? (risos) Sério, minhas bandas favoritas não me pediram permissão para fazer coisas assim. O Iron Maiden participou do "Top of the Pops", assim como o AC/DC na época. Isso não foi uma influência ruim no som do AC/DC ou na carreira deles. No fim das contas o Festival Eurovisão da Canção não terá qualquer influência nas coisas que estou fazendo. | ” |

Ele também comentou que seria "esquisito" competir com outras pessoas em arte, que é algo que ele vê como "subjetivo".
No dia 25 de fevereiro, o Avantasia ficou entre os três finalistas, mas acabou perdendo para a cantora Jamie-Lee Kriewitz e sua canção "Ghost". Alex Diehl também esteve entre os três finalistas, com a faixa "Nür ein Lied".

## Músicos
- Tobias Sammet - vocais, teclados adicionais e baixo
- Sascha Paeth - guitarra solo e rítmica, baixo, teclados adicionais, engenharia de som e mixagem
- Michael Rodenberg - orquestração, teclados, masterização
- Felix Bohnke - bateria[6]